# Acromastigum divaricatum
Acromastigum divaricatum là một loài rêu tản trong họ Lepidoziaceae. Loài này được (Gottsche, Lindenb. & Nees) A. Evans miêu tả khoa học lần đầu tiên năm 1934.